# District de Csenger
Le district de Csenger (en hongrois : Csengeri járás) est un des 13 districts du comitat de Szabolcs-Szatmár-Bereg en Hongrie. Il compte 13 839 habitants et rassemble 11 localités : 10 communes et une seule ville, Csenger, son chef-lieu.
Cette entité existait déjà auparavant, jusqu'en 1969.

## Localités
- Csenger
- Csengersima
- Csengerújfalu
- Komlódtótfalu
- Porcsalma
- Pátyod
- Szamosangyalos
- Szamosbecs
- Szamostatárfalva
- Tyukod
- Ura